# طاهر الفيلكاوي
طاهر علي طاهر إبراهيم الفيلكاوي من مواليد دولة الكويت في عام 1958 ، شارك في الانتخابات البرلمانية السادسة عشر 2012 في تاريخ الكويت ، والتي أجريت في يوم 1 ديسمبر 2012 ، وفاز بعضوية مجلس الامة الكويتي ( ديسمبر 2012 ) المبطل بحكم المحكمة الدستورية، عن الدائرة الثالثة بعدد اصوات
(887) وحصل علي المركز السادس، حاصل على ماجستير في الدراسات الاستيراتيجية، وعمل في وزارة الدفاع وتدرج في السلك العسكري حتى وصل إلى رتبة لواء طيار قبل التقاعد، ويحظى بعضوية نادي اليرموك الرياضي.

## مواقفه في مجلس الأمة
| الكتل                                          | مستقل     |
| اللجان                                         | المستقلون |
| إحالة استجواب احمد الحمود إلى التشريعية (2013) | موافق     |
| المداولة الأولى لإسقاط الفوائد (2013)          | موافق     |
| التصويت على مرسوم الصوت الواحد (2013)          | موافق     |
| تأجيل استجواب الأذينة (2013)                   | موافق     |
| قانون مكافحة الإرهاب وغسل الأموال (2013)       | موافق     |